# Valsassina
Valsassina es un valle en los Alpes de Lombardía, en Italia septentrional, dentro de la provincia de Lecco.
Está entre la sierra de Grigne al oeste, y los Prealpes de Bérgamo que, en un semicírculo que se extiende desde el Norte hacia el Este, la separa del valle de la región de Bérgamo y la Valtellina. Valsassina también alcanza la rama de Lecco del Lago Como en el propio Lecco y Bellano.
El valle está recorrido por la corriente del Pioverna, que también fluye desde los Grigne al lago Como.